# Dunderrösan
Dunderrösan är ett röse i byn Bävik i Östra Ämterviks socken, Sunne Kommun i Värmland. Röset, som kan vara ett gammalt röjningsröse eller en fornlämning, antas ha anlagts under bronsåldern. Det är kraftigt skadat efter att ha använts som fyllnadsmaterial vid ombyggnad av landsvägen mellan Sunne och Kil i början av 1900-talet
I dag är Dunderrösans utbredning på platsen oklar, men då röset besöktes av antikvitetsintendenten och friherre Nils Gabriel Djurklou 1867 var det ”200 fot i omkrets och vid pass 7 fot högt”, dvs närmare 60 meter i omkrets och 2 meter högt .